# Born Free (M. I. A.-Lied)
Born Free ist der Titel eines Liedes der Sängerin M. I. A. Größere Bekanntheit erlangte das Lied wegen des kontrovers diskutierten Musikvideos. Die Regie des neunminütigen Videos führte der Franzose Romain Gavras, der Sohn des Regisseurs Costa-Gavras.

## Lied
Born Free war die erste Singleauskopplung aus dem dritten M. I. A.-Album Maya. Es erschien am 23. April 2010 im Internet als Download und somit etwa eineinhalb Monate vor dem Album. Das Lied enthält ein Sample des Liedes Ghost Rider der Band Suicide, das 1977 auf dem selbstbetitelten Debüt der Band erschien.
Der Titel Born Free (Frei geboren) ist eine Anspielung auf Artikel 1 der Allgemeinen Erklärung der Menschenrechte (Alle Menschen sind frei und gleich an Würde und Rechten geboren.)
Die Single stieg auf Platz 156 der inoffiziellen britischen Top 200 ein, in Schweden auf Platz 58; in den meisten anderen Ländern verpasste es einen Charteinstieg.

## Video

### Inhalt
Die Handlung beginnt am Morgen in einer US-amerikanischen Großstadt. Mit einem Polizeibus sowie einem schwarzen Streifenwagen fährt eine Einheit schwer bewaffneter Polizisten in einen Plattenbau. Ohne Rücksicht auf die Zivilbevölkerung dringen die Beamten in das Mehrparteiengebäude ein, und in zwei versperrte Wohnungen. In einer Wohnung zerren sie ein Liebespaar – einen korpulenten älteren Mann sowie eine etwa gleichaltrige Frau – die gerade Sex haben – aus dem Bett; in einer zweiten Wohnung prügeln die Beamten auf einen Mann ein, der im Moment Drogen konsumiert. In einer dritten Wohnung werden sie schließlich fündig: Hinter dem Vorhang einer Badewanne zerren die Beamten einen Jugendlichen hervor und stoßen ihn die Treppen hinab. Unten angekommen, wird er in den wartenden Polizeibus gedrängt, wo andere, ausnahmslos männliche Jugendliche und Kinder, sitzen. Was alle auf den ersten Blick verbindet, ist die Tatsache, dass jeder der Jungen rote Haare hat. Der Polizeibus setzt sich in Bewegung. Auf dem Weg wird der Korso von einer Gruppe vermummter – ebenfalls rothaariger Jungen – mit Steinen attackiert; die Beamten ignorieren selbige jedoch. Der Polizeibus wird in die Wüste vor der Stadt gesteuert. Hier werden die im Bus befindlichen Jungen mit Stößen aus dem Fahrzeug gedrängt. Nun wird ihnen befohlen, zu laufen, was sie jedoch zunächst nicht tun. Um den Ernst hinter dem Befehl zu demonstrieren, zückt ein Polizist eine Waffe und schießt einem etwa 12-jährigen Jungen in den Kopf. Die übrigen Jungen beginnen zu laufen und müssen bald feststellen, dass sie durch ein Minenfeld gehetzt werden. Während unter ihnen die Minen explodieren, fährt neben ihnen ein Jeep mit bewaffneten Polizisten, die mit Maschinengewehrsalven die Jungen niedermähen. Während ein Junge von einer Mine in Stücke gerissen wird, wird jener Junge, den man am Morgen in der Badewanne aufgefunden hat, von Polizisten zu Tode geprügelt. Am Ende des Films sind alle Jungen tot.

### Hintergrund
„Zu brutal“ und „zu nackt“ – mit dieser Begründung ließ YouTube Ende April 2010 das Video, das erst ab 18 Jahren konzipiert ist, für Minderjährige sperren. Auch die zwei äußerst brutalen Einstellungen (der Kopfschuss sowie die Explosion des Jungen durch die Mine) wurden gekürzt. M. I. A. selbst begründete die Machart sowie den Inhalt des Videos in einem Interview mit der deutschen Welt am Sonntag: „Der Begriff des Terrorismus wurde in den vergangenen Jahren pervertiert. Ich habe im Internet eine Liste von Eigenschaften gefunden, die einen Terroristen definieren. Je nach Auslegung, kann jeder das Pech haben, als Terrorist zu gelten.“

### Kritiken
„Nun passiert es nicht mehr oft, dass ein Video so beklemmend wirkt, wie die neun Minuten lange Gewaltorgie, die Romain Gavras rund um die neue Single "Born Free" […] inszenierte. […] Sicher ist die Provokation schamlos berechnend. YouTube blieb gar nichts anderes übrig, als das Video zu sperren. […] Deswegen ist die Symbolkraft dieses Zensurakts zwar ähnlich plump, aber eben auch so effektiv, wie die Botschaft vom Rassismus und der Willkür des amerikanischen Staates im Video.“

„Dass der Clip so schockiert, liegt nicht in erster Linie an besonders brutalen Einzelszenen – es fließt nur wenig Blut. Erschreckend ist vielmehr der offene Rassismus, die Willkür des Hasses, die Unmittelbarkeit der Gewalt und die realitätsnahe Darstellung. Er führt unmittelbar vor Augen, was in vielen Teilen dieser Welt Alltag ist: Dass Soldaten ethnische Minderheiten terrorisieren, ihre Bürgerrechte mit Füßen treten, sie schikanieren, töten - und zwar auch Soldaten der vermeintlich Guten.“